# HMAS Toowoomba (FFH 156)
Pour les articles homonymes, voir HMAS Toowoomba.
Le HMAS Toowoomba (FFH 156) est la septième frégate de classe Anzac de la Royal Australian Navy (RAN). Elle a été mise en chantier en 2002 par Tenix Defence et mise en service en 2005.
En 2007, le HMAS Toowoomba a été déployé dans le golfe Persique dans le cadre de l’opération Slipper. Son deuxième déploiement au Moyen-Orient a eu lieu au cours de la seconde moitié de l’année 2009. Dans ce cadre, il est devenu le premier navire de la RAN à opérer avec la Force opérationnelle multinationale 151 de lutte contre la piraterie.

## Conception et construction
L’origine de la classe Anzac est le plan de la RAN visant à remplacer les six destroyers d’escorte de classe River par une frégate de patrouille de capacité moyenne,,. L’industrie australienne de la construction navale était considérée comme incapable de concevoir des navires de guerre, alors la RAN a décidé de prendre une conception étrangère éprouvée et de la modifier,. À peu près à la même époque, la Royal New Zealand Navy (RNZN) cherchait à remplacer ses quatre frégates de classe Leander. Une détérioration des relations entre la Nouvelle-Zélande et les États-Unis, la nécessité d’améliorer les alliances avec les pays voisins et les points communs entre les exigences des navires de la RAN et de la RNZN ont conduit les deux nations à commencer à collaborer en 1987 en vue de l’acquisition des nouveaux navires,. Un appel d'offres a été lancé par l’Anzac Ship Project à la fin de 1986, avec 12 modèles de navires (dont un dirigeable) proposés,. En août 1987, les candidats de l’appel d’offres ont été réduits à la conception MEKO 200 de Blohm + Voss, à la classe M (plus tard classe Karel Doorman) proposée par Royal Schelde et à une frégate de type 23 de taille réduite proposée par Yarrow Shipbuilders,. En 1989, le gouvernement australien a annoncé que le constructeur naval AMECON basé à Melbourne (qui est devenu Tenix Defence) construirait le modèle MEKO 200 modifié,,. Les Australiens commandèrent huit navires, tandis que la Nouvelle-Zélande en commanda deux, avec une option non exercée pour deux autres,.
Les frégates de classe Anzac sont basées sur les frégates MEKO 200 PN (ou classe Vasco da Gama) de Blohm + Voss, modifiées pour répondre aux spécifications australiennes et néo-zélandaises et pour maximiser l’utilisation d’équipements construits localement,. Chaque frégate a un déplacement de 3600 tonnes à pleine charge. Les navires mesurent 109 mètres de long à la ligne de flottaison et 118 mètres de longueur hors tout, avec une largeur de 14,8 mètres et un tirant d'eau de 4,35 mètres à pleine charge. La propulsion est de type diesel ou gaz combinés (CODOG), avec une turbine à gaz General Electric LM2500-30 de 30 172 ch (22 499 kW) et deux moteurs diesel MTU 12V1163 TB83 de 8 840 ch (6 590 kW) entraînant deux hélices à pas variable,. La vitesse maximale est de 27 nœuds (50 km/h) et le rayon d'action maximal est de plus de 6 000 milles marins (11 000 km) à 18 nœuds (33 km/h). Les navires sont environ 50 % plus grands que les autres modèles MEKO 200,,. L’équipage standard d’une frégate de classe Anzac se compose de 22 officiers et 141 marins.
Lors de la conception, l’armement principal des frégates était un canon de 5 pouces/54 calibres Mark 45, complété par un système de lancement vertical Mark 41 à huit cellules pour les missiles RIM-7 Sea Sparrow ou RIM-162 Evolved Sea Sparrow, deux mitrailleuses de 12,7 millimètres (.50 pouce) et deux ensembles de tubes lance-torpilles triples Mk 32 SVTT, tirant initialement des torpilles Mark 46, mais plus tard mis à niveau pour utiliser la torpille MU90 Impact,,<. Ils ont également été conçus pour, mais non dotés immédiatement, d’un système d'arme rapproché de deux Mini Typhoon, installés si nécessaire à partir de 2005, deux lanceurs de missiles antinavires Harpoon à quatre tubes (qui ont été installés sur les navires de la RAN à partir de 2005), et un deuxième lanceur Mark 41 (qui n’a pas été ajouté),,. Les frégates Anzac australiennes utilisent un hélicoptère Sikorsky S-70B-2 Seahawk. Les plans pour les remplacer par des Kaman SH-2G Super Seasprite ont été annulés en 2008 en raison de problèmes persistants,,.

## Historique opérationnel
Le HMAS Toowoomba a été mis en chantier le 26 juillet 2002 à Williamstown, dans l’État de Victoria. Le navire a été assemblé à partir de six modules de coque et de six modules de superstructure. Les modules de superstructure ont été fabriqués à Whangarei, en Nouvelle-Zélande, et les modules de coque ont été construits à Williamstown et à Newcastle, en Nouvelle-Galles du Sud, avec une intégration finale à Williamstown. Il a été lancé le 16 mai 2003, parrainé par Judy Blight, et mis en service dans la RAN le 8 octobre 2005.
Le HMAS Toowoomba a commencé le 4 janvier 2007 son premier déploiement dans la zone d’opérations au Moyen-Orient (MEAO) dans le cadre de l’opération Slipper.
Le 18 juin 2008, la frégate est devenue le premier navire de guerre de la RAN à tirer une torpille anti-sous-marine MU90 Impact, qui remplace les torpilles anti-sous-marines américaines Mark 46 installées à l’origine.
En juin 2009, le HMAS Toowoomba a quitté la Fleet Base West, en Australie-Occidentale, pour le deuxième déploiement du navire dans le cadre de la MEAO. En septembre, la frégate est affectée à la Force opérationnelle multinationale 151 (CTF-151). Le HMAS Toowoomba a été le premier navire de guerre australien à travailler avec la CTF-151, une force multinationale dirigée par les États-Unis et chargée de protéger les navires marchands contre les attaques de pirates au large des côtes somaliennes. Le HMAS Toowoomba a été chargé d’escorter des navires marchands et d’effectuer des patrouilles dans le couloir de transit international recommandé (IRTC), une voie de navigation qui s’étend du golfe d'Aden vers le bassin somalien et la Corne de l'Afrique, en soutien aux résolutions 1846 et 1851 du Conseil de sécurité des Nations Unies. La frégate a également opéré avec la Force opérationnelle combinée 150 (CTF-150) dans la mer d'Oman.
Le 20 septembre 2009, le HMAS Toowoomba a répondu à un appel à l’aide du navire marchand BBC Portugal et a réussi à empêcher un acte de piraterie en haute mer,. Un avion japonais Lockheed P-3 Orion et un hélicoptère naval de la frégate allemande Bremen ont fourni un soutien de surveillance pendant que le HMAS Toowoomba se rapprochait,. Une équipe d’arraisonnement du HMAS Toowoomba a confisqué plusieurs armes aux assaillants, dont un lance-roquettes, six fusils d'assaut AK-47 et un fusil d’assaut HK G3, avant que leur navire ne reçoive l’ordre de quitter l’IRTC,.
Le HMAS Toowoomba revint à la base navale ouest le 7 décembre 2009, après avoir été relevé dans le MEAO par le HMAS Stuart. Le navire et son équipage ont reçu un « Certificat pour services exceptionnels rendus à la navigation et à l’humanité » par l’Organisation maritime internationale en novembre 2009. Ce déploiement a fait l’objet de l’Australian Pirate Patrol, une série documentaire de quatre épisodes produite par Prospero Productions et diffusée pour la première fois sur la chaîne National Geographic le 18 octobre 2010,.
Au début d’avril 2013, le HMAS Toowoomba a opéré avec le groupe aéronaval 3 de l’US Navy en mer de Chine méridionale.
À la fin du mois de mars 2014, le HMAS Toowoomba a été retiré des patrouilles contre l’immigration illégale et a reçu l’ordre de se joindre à la recherche du vol Malaysia Airlines 370 disparu, permettant ainsi au HMAS Success de rentrer au port pour se ravitailler.
Le HMAS Toowoomba a été immobilisé en octobre 2015 pour subir la mise à niveau de sa défense antimissile antinavire (ASMD). La mise à niveau comprenait l’installation de nouveaux mâts de radars à réseau phasé CEAFAR et CEAMOUNT de CEA Technologies, d’un système de recherche et de poursuite infrarouge Vampir NG et de systèmes de radar de navigation Sharpeye, ainsi que des améliorations de l’équipement et de l’aménagement de la salle des opérations.
Au début de l’année 2020, le HMAS Toowoomba a été déployé dans le détroit d'Ormuz lors de la crise du golfe Persique en 2019.
En novembre 2023, le HMAS Toowoomba a opéré au large du Japon dans le cadre de l’opération Argos, qui est la contribution de l’Australie aux efforts visant à appliquer des sanctions contre la Corée du Nord. Au cours de ce déploiement, plusieurs plongeurs de la RAN ont été légèrement blessés par le sonar d’un navire de guerre chinois lorsque le sonar a été activé près de la frégate australienne alors qu’ils retiraient un filet de pêche de ses hélices.